# Paul Grenier
El conde Paul Grenier (29 de enero de 1768 - 17 de abril de 1827) se unió al ejército real francés y rápidamente ascendió al rango de general durante las guerras revolucionarias francesas. Lideró una división en la campaña de 1796-1797 en el sur de Alemania. Durante la campaña de 1800 en el Electorado de Baviera fue comandante de ala. A partir de 1809, en las guerras napoleónicas, el emperador Napoleón I le confió mandos de cuerpo en el teatro italiano. Hábil estratega, fue uno de los generales que hicieron de los ejércitos napoleónicos un enemigo formidable para las otras potencias europeas. Tras la Restauración borbónica se retiró del ejército y luego se dedicó a la política. Grenier es uno de los nombres inscritos en el Arco de Triunfo, específicamente está en la columna 14.

## Revolución francesa
Nacido en 1768 de un padre que era un funcionario menor del gobierno en Saarlouis (en ese entonces un territorio francés), Grenier se unió al ejército real francés como soldado raso en el Regimiento de Infantería de Nassau el 21 de diciembre de 1784. Después de que estalló la Revolución Francesa, continuó en el ejército. Luchó en la Batalla de Valmy y se convirtió en capitán. Después de notables acciones en la Batalla de Jemappes, recibió un ascenso a ayudante general. Fue elevado al rango de general de brigada el 29 de abril de 1794. Más tarde, Grenier luchó en la Batalla de Fleurus en la división de Jean Étienne Championnet. Su brigada incluía el 18.º Regimiento de Infantería de Línea y el 1.º Regimiento de Dragones. Por sus destacadas acciones, fue ascendido a general de división el 11 de octubre. Estuvo al mando de la vanguardia en el paso del río Rin el 6 de septiembre de 1795. Dirigió una división en la batalla de Würzburg el 3 de septiembre de 1796. Bajo su liderazgo había tres batallones de la Demi-Brigada de Infantería Ligera 20.º, de las Demi-Brigadas de Línea 16.º y Línea 67.º, un batallón del Regimiento de Infantería de Línea 23.º, los Regimientos de Dragones 1.º y 2.º, el 6.º Regimiento de Cazadores de Caballeros, una compañía de artillería y una compañía de artillería a caballo. Ganó elogios por su liderazgo en la batalla de Neuwied el 18 de abril de 1797.
Durante la Guerra de la Segunda Coalición, Grenier dirigió una división en las batallas de Verona, Magnano y Cassano d'Adda en la primavera de 1799. Su mando consistía en tres batallones de cada una de las Semi-Brigadas de infantería de línea 17.º, 24.º y 106.º, un batallón de la 1.ª legión polaca y de la 2.ª legión suiza, 450 jinetes y una compañía de artillería a pie. Más tarde luchó en el Ejército de los Alpes al mando de Championnet. Mientras dirigía a 8.000 hombres de su división, derrotó a Friedrich Heinrich von Gottesheim y a 5.000 austríacos en Fossano el 16 de septiembre de 1799. Tan solo sufriendo 200 bajas, sus tropas infligieron 300 bajas a sus oponentes y capturaron 700 más. En Centallo el 31 de octubre, las 7.000 tropas de Grenier lucharon contra 15.000 austríacos al mando de Michael von Melas. Esta vez fue derrotado, perdiendo 1.000 hombres y cuatro cañones, mientras que los austriacos solo perdieron 200 hombres.
En 1800, sirvió a las órdenes de Jean Moreau, luchando en la batalla de Höchstädt el 18 y el 19 de junio de 1800. Después de que expiró la tregua de verano en noviembre, Moreau lo puso a cargo del ala izquierda de tres divisiones. El 1 de diciembre, supervisó las divisiones de Michel Ney y Jean Hardÿ en una exitosa acción de retaguardia en la batalla de Ampfing. Un historiador escribe: "Grenier poseía un conocimiento incomparable de las complejas evoluciones tácticas". Dos días después, comandó las tres divisiones de Ney, Louis Bastoul y Claude Legrand en la decisiva victoria de Moreau en la batalla de Hohenlinden.

## Guerras napoleónicas
Grenier se convirtió en gobernador de Mantua después de la campaña de 1805. El emperador Napoleón I lo nombró conde del Imperio.
Al comienzo de la campaña de 1809, Grenier comandó una división de infantería en el Ejército de Italia de Eugène de Beauharnais. Luchó en la batalla de Sacile el 16 de abril. En la batalla del río Piave el 8 de mayo, dirigió un cuerpo de 16.800 hombres de dos divisiones. En el Piave, su exitoso ataque por el flanco derecho provocó la retirada de Austria. Interceptó y aplastó la división austríaca de Franjo Jelacic en la batalla de Sankt Michael el 25 de mayo, donde demostró su superioridad como líder general. También dirigió un cuerpo en la batalla de Raab el 14 de junio y en la batalla de Wagram del 5 al 6 de julio. En la última batalla, comandó tres divisiones y fue recompensado con la Gran Cruz de la Légion d'honneur.

El historiador Frederick C. Schneid califica a Grenier por encima de Auguste Marmont y Jacques MacDonald, quienes se convirtieron en mariscales en 1809. Él escribe que
"... los comandantes de cuerpo de Eugène eran algunos de los mejores generales del imperio. De los tres generales ascendidos a mariscal de Francia en 1809, dos participaron en la campaña de Italia. El mejor de todos, sin embargo, no fue uno de los dos, sino el general Paul Grenier ".
En la primavera de 1813, Grenier sirvió bajo Eugène en Sajonia cuando Napoleón reunió un nuevo ejército para reemplazar al destruido en Rusia. En la batalla de Möckern el 5 de abril, Grenier resultó herido. Después del armisticio de verano, Eugène y Grenier regresaron a Italia para preparar al ejército italiano para las hostilidades con Austria. Una fuente señala que Grenier era "quizás el mejor comandante de Italia" en este momento y fue asignado para dirigir el 1.er Cuerpo. En agosto de 1813, dirigió sus tropas con éxito contra el ejército austríaco de Johann von Hiller cerca de Villach. Cuando Hiller estableció una cabeza de puente a través del río Drava en Feistritz an der Drau, Grenier atacó y derrotó a los austriacos el 6 de septiembre. La situación estratégica franco-italiana pronto se deterioró y Eugène se retiró lentamente al río Adigio en octubre y noviembre. El 31 de octubre, Grenier consiguió una inteligente victoria sobre la columna de Christoph Ludwig von Eckhardt en Bassano del Grappa, haciendo que los austriacos huyan hacia las montañas. Dirigió sus cuerpos bajo Eugène en la batalla del río Mincio el 8 de febrero de 1814. Como comandante independiente, derrotó a una fuerza austríaca en Parma, en el noreste de Italia, el 2 de marzo de 1814. Las hostilidades terminaron a mediados de abril cuando llegó la noticia de la abdicación de Napoleón.

## Carrera posterior
Grenier tuvo un puesto en el gobierno provisional después de los Cien Días. Se retiró del servicio militar en la segunda restauración del rey Luis XVIII de Francia. En 1818 se convirtió en diputado de la Asamblea. Murió el 17 de abril de 1827 en Dammartin-Marpain.